# Góry Humieńskie
Góry Humieńskie (słow. Humenské vrchy) – niewielkie pasmo górskie we wschodniej Słowacji.
Góry Humieńskie stanowią najdalej wysuniętą na zachód część pasma górskiego Wyhorlatu. Pasmo ma kształt równoramiennego trójkąta skierowanego podstawą na wschód. Składa się z dwóch części: grupy Humenskego Sokola na północy i grupy Krivoštianki na południu, rozdzielonych dolina Jasenovskiego potoku. Na północy doliny Laborca i Cirochy oddzielają je od Pogórza Ondawskiego. Na zachodzie pasmo sięga do odcinka Laborca zwanego Przełomem Brekovskim. Na południu Góry Humieńskie graniczą z Niziną Wschodniosłowacką. Na wschodzie i południowym wschodzie przechodzą we właściwy Wyhorlat.
Kulminacje Gór Humieńskich to Drieňová (386 m), Martinovo (417 m), Humenská (445 m) i Červená skala (447 m) w masywie Humenskiego Sokola oraz Krivoštianka (549 m), Pľuštie (483 m), Uhliská (486 m) i Chlm (495 m) w masywie Krivoštianki.
Wyższe partie Gór Humieńskich porasta las bukowy. W obrębie pasma znajdują się cztery rezerwaty: "Humenská", "Humenský Sokol", "Jasenovská bučina" i "Chlmecká skalka".